# Klimontów (gromada w powiecie jędrzejowskim)
Klimontów – dawna gromada, czyli najmniejsza jednostka podziału terytorialnego Polskiej Rzeczypospolitej Ludowej w latach 1954–1972.
Gromady, z gromadzkimi radami narodowymi (GRN) jako organami władzy najniższego stopnia na wsi, funkcjonowały od reformy reorganizującej administrację wiejską przeprowadzonej jesienią 1954 do momentu ich zniesienia z dniem 1 stycznia 1973, tym samym wypierając organizację gminną w latach 1954–1972.
Gromadę Klimontów z siedzibą GRN w Klimontowie utworzono – jako jedną z 8759 gromad na obszarze Polski – w powiecie jędrzejowskim w woj. kieleckim, na mocy uchwały nr 13b/54 WRN w Kielcach z dnia 29 września 1954. W skład jednostki weszły obszary dotychczasowych gromad Klimontów, Klimontówek i Jeżów (bez kolonii Podsadek) ze zniesionej gminy Mstyczów, Lipie ze zniesionej gminy Sędziszów i Pękosław (bez kolonii Kowalów) ze zniesionej gminy Wodzisław w tymże powiecie. Dla gromady ustalono 13 członków gromadzkiej rady narodowej.
31 grudnia 1961 gromadę zniesiono, a jej obszar włączono do gromad Brzeście (wieś i kolonię Pękosław oraz kolonię Zagórze) i Mstyczów (wsie Klimontów, Lipie i Klimontówek oraz kolonie Las Klimontowski, Dębowa Góra, Laskowa i Skorupków).